# Ágoston Zsolt
Ágoston Zsolt (Budapest, 1964. november 18. – ) magyar kézműves szakember, ipar- és képzőművész, tanár.

## Életpályája
1964-ben született Budapesten. Családja anyai ágon sváb származású. Gyermekkorától különösen nagy hatással volt rá apai nagyapja, akitől a műszaki szakmák szeretetét és tiszteletét, valamint a mások megsegítése iránti elkötelezettséget is eltanulta.

### Tanulmányok
1964-ben született Budapesten. 1964-ben született Budapesten. Középiskolai tanulmányait a Leövey Klára Gimnáziumban végezte, 1983-ban érettségizett matematika tagozaton. Tanulóéveiben aktívan sportolt (IV. osztály kardvívás), és a természettudományok iránti érdeklődése okán a Fiatalok Természettudományi Társasága keretében működő állattani szakosztály, valamint a csillagászati szakkör tagja volt. 1985-ben a Kaesz Gyula Szakközépiskola és Szakiskolában szerzett bútorasztalosi szakmát. Később az építőipar szakágai közül kilenc másikból is szakvizsgát tett (épületasztalos; kőműves; burkoló; ács; bádogos; festő; zsaluzó-állványozó; hő- és hangszigetelő; gipszkartonszerelő; nehézgépkezelő). Faipari tudásának elmélyítését a Kozma Lajos Faipari Szakközépiskolában folytatta, ahol faipari technikusi minősítést szerzett 1993-ban
Felsőfokú tanulmányait 1997-ben kezdte meg és 2000-ben műszaki szakoktatói diplomát szerzett a soproni Nyugat-Magyarországi Egyetem Faipari Mérnöki Karán. 2007 és 2010 között a gödöllői Szent István Egyetem Gazdaság- és Társadalomtudományi Karán pályaorientációs tanári szakot végzett és szakvizsgázott pedagógusi képesítést szerezve.

### Szakmai pályafutás
1983 és 1999 között különböző építőipari vállalatoknál látott el bútorasztalosi és faipari technikusi szakfeladatokat. Sokrétű tapasztalatot szerzett a stílbútorok és szálloda bútorok készítésében, javításában, karbantartásában, generálfelújítási munkákban.
1999-ben főállású tanárként kezdett dolgozni a gödi Piarista Szakközépiskola, Szakgimnázium és Kollégium tantestületében. 2005-től a Budapest XV. kerületi Száraznád Nevelési Oktatási Központban dolgozott szakelméletet oktató tanárként, 2015 után pedig a Kozma Lajos Faipari Szakgimnáziumban, ismét a Piarista Szakközépiskola, Szakgimnázium és Kollégiumban, majd a Szabóky Adolf Általános Iskola és Szakiskolában oktatott különböző építőipari szakmai ismereteket gyermekek és felnőttek számára egyaránt.

### Ipar- és képzőművészi tevékenység
Már gyermekkorától érdekelte a fafaragás. Fő inspirációját apai nagyapja adta, aki számos népi fafaragási módszerrel ismertette meg. Hét évesen tanulta meg a xilográfia alkalmazását, majd később a hármas vágást, amely a rovásírás alapja. Ezeket a technikákat Betlehemek faragásakor használta, lánya születése alkalmából például egy ezerkétszáz órai munkával a Betlehemet alkotott, amely később a Vatikánban is ki volt állítva. Öt további kiállítása volt a Vatikánban, melyeken szerepelt egyebek között egy nyolcszáz órás, egy rönkből faragott, Szent Család ábrázolás – amiért az Új Evangelizáció Pápai Tanács elismerő oklevelét kapta.
A képzőművészet több ágát használta. Művészeti tevékenysége akkor kapott újabb lendületet amikor a Népi Mesterségek és Művészetek Szakközépiskolájába hívták tanítani. 1997-ban csatlakozott a A Magyar Kézművességért Alapítványhoz. 2018 óta az alapítvány kuratóriumának tagja, társelnöke és képviselője. Nyaranta, Bernecebarátiban megrendezett Nemzetközi Képzőművészeti Táborban szekcióvezető volt éveken át. Táborokat vezetett, s ott faművességet, faragást, intarziát, linómetszetet oktatott. Sok-sok kiállítást szervezett, amely inspirálta arra, hogy önmaga is komolyabban és többet alkosson. Kikapcsolódásként képeket metsz és szobrokat farag.
A Magyar Kézművességért Alapítvány hazai és nemzetközi bemutatóin rendszeresen családjával együtt szerepel, és úgy jegyzik a műveket, hogy Ágoston család.  A Szűz Mária, a karján gyermek jézussal című intarzián például: Ágoston Zsolt, Ágoston Zsoltné, ifj. Ágoston Zsolt és Ágoston Barnabás, a Betlehem című képen, amely festmény, ugyancsak így, de együtt jegyzik a rajzokat és az ikonokat is, például a Tyhvini Istenanyát. Elmondása alapján a kompozíció keretét ő adja, ő kezdi és zárja, de a család összes tagja részt vesz benne. 

## Galéria

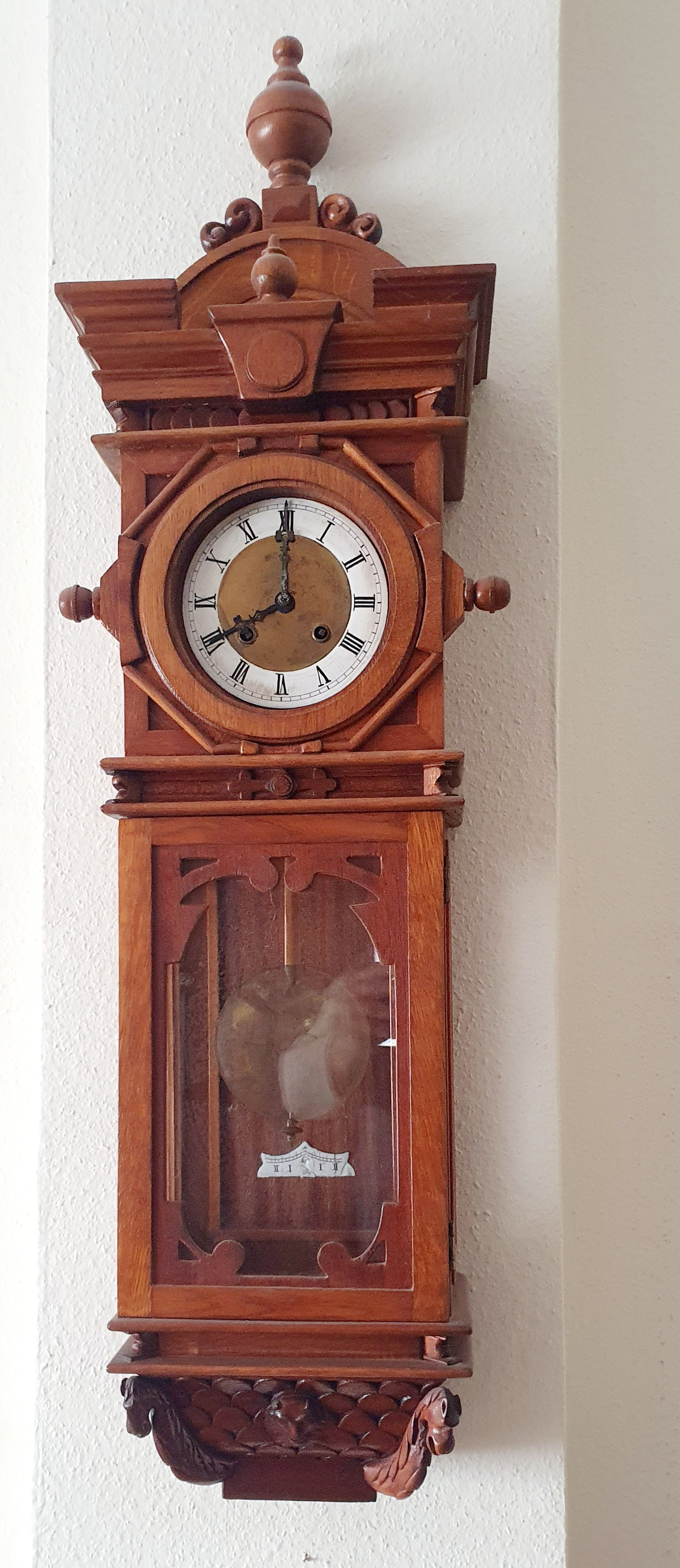
Ágoston Zsolt vizsgamunkája 1993. évből
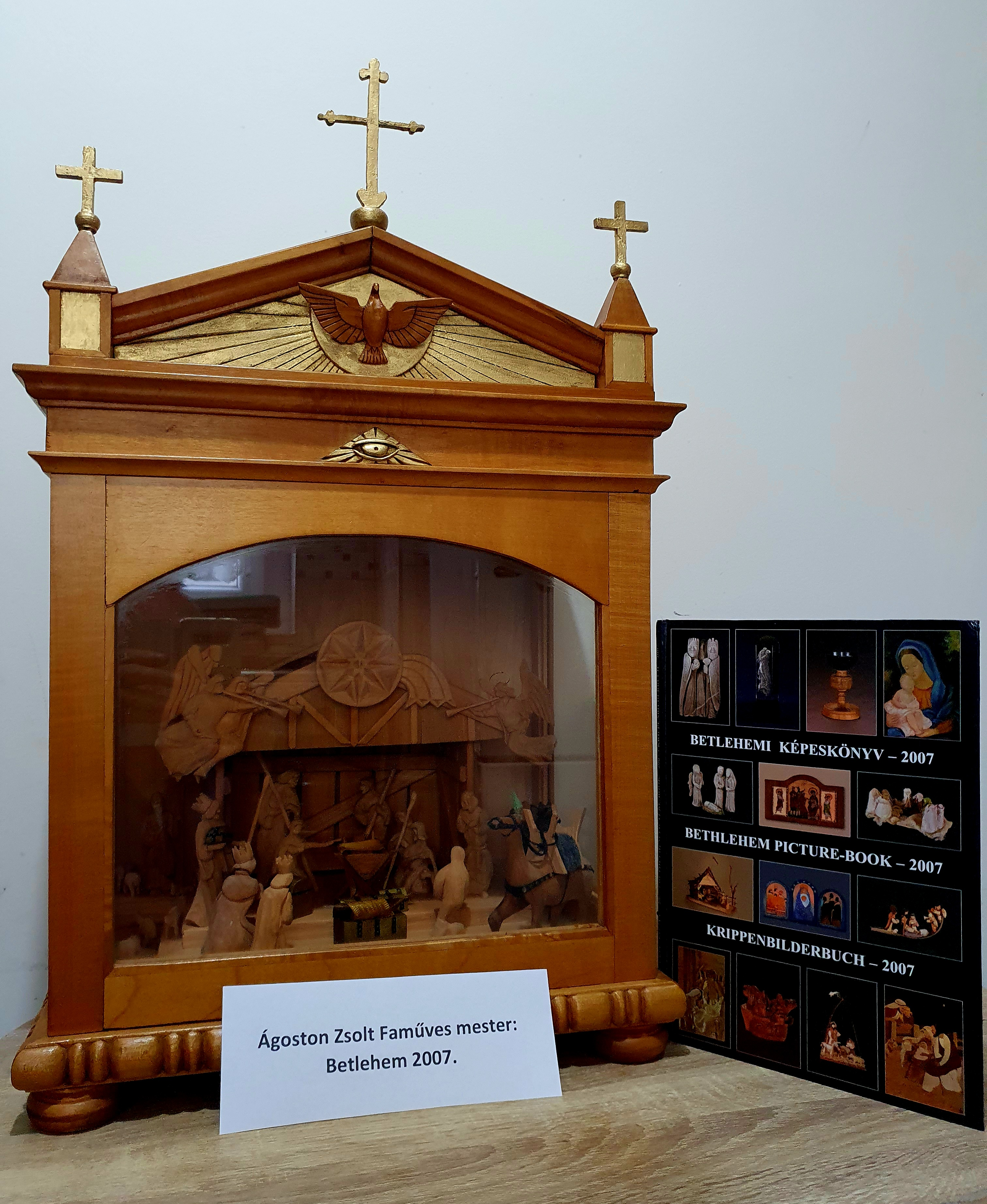
Ágoston Zsolt családi Betleheme 1998. évből – Vatikán: 100 Jászol Nemzetközi Betlehemi kiállításon kiállítva volt
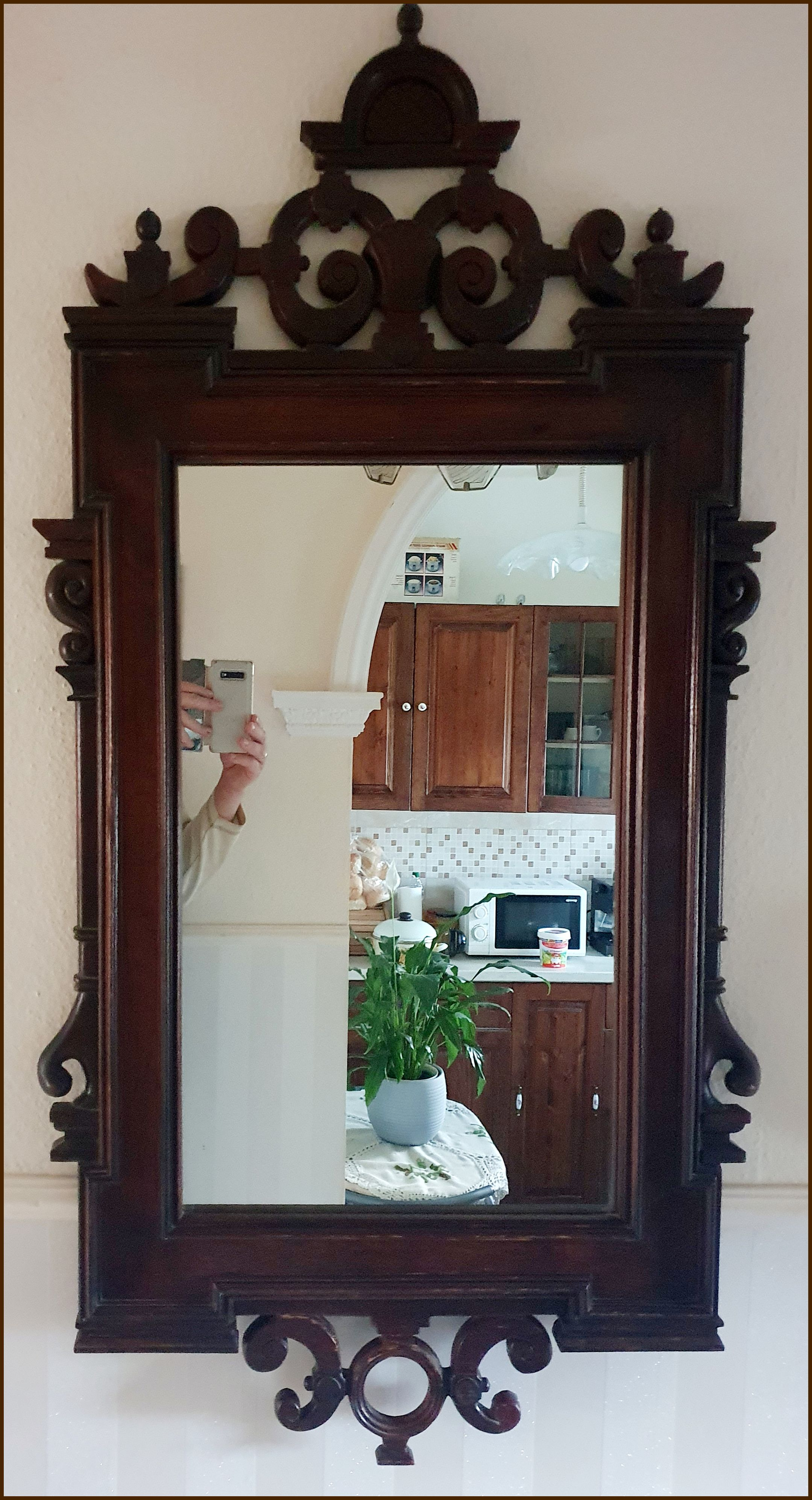
Ágoston Zsolt spanyol reneszánsz falitükör 1998 évből
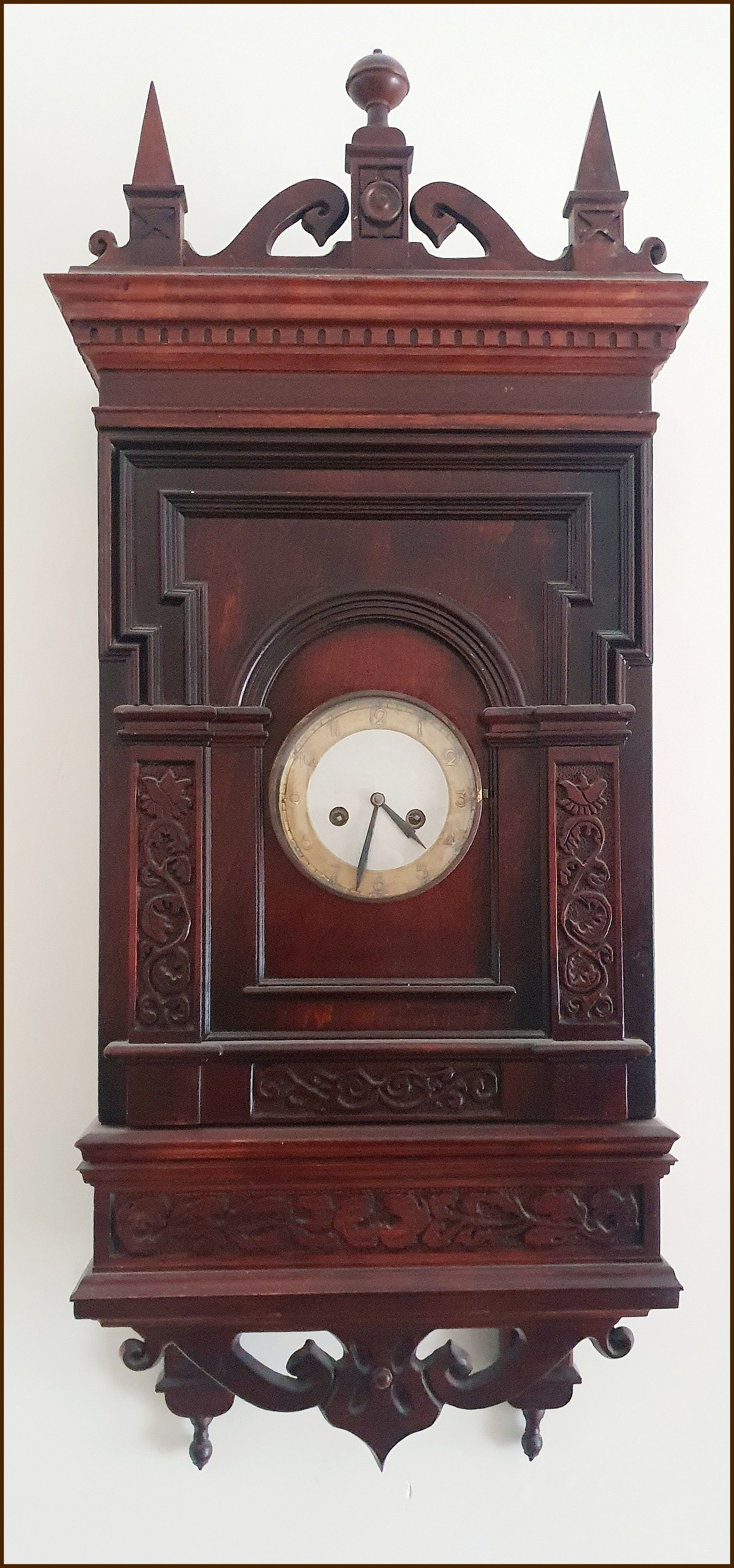
Ágoston Zsolt faragott falióratok 1999. évből
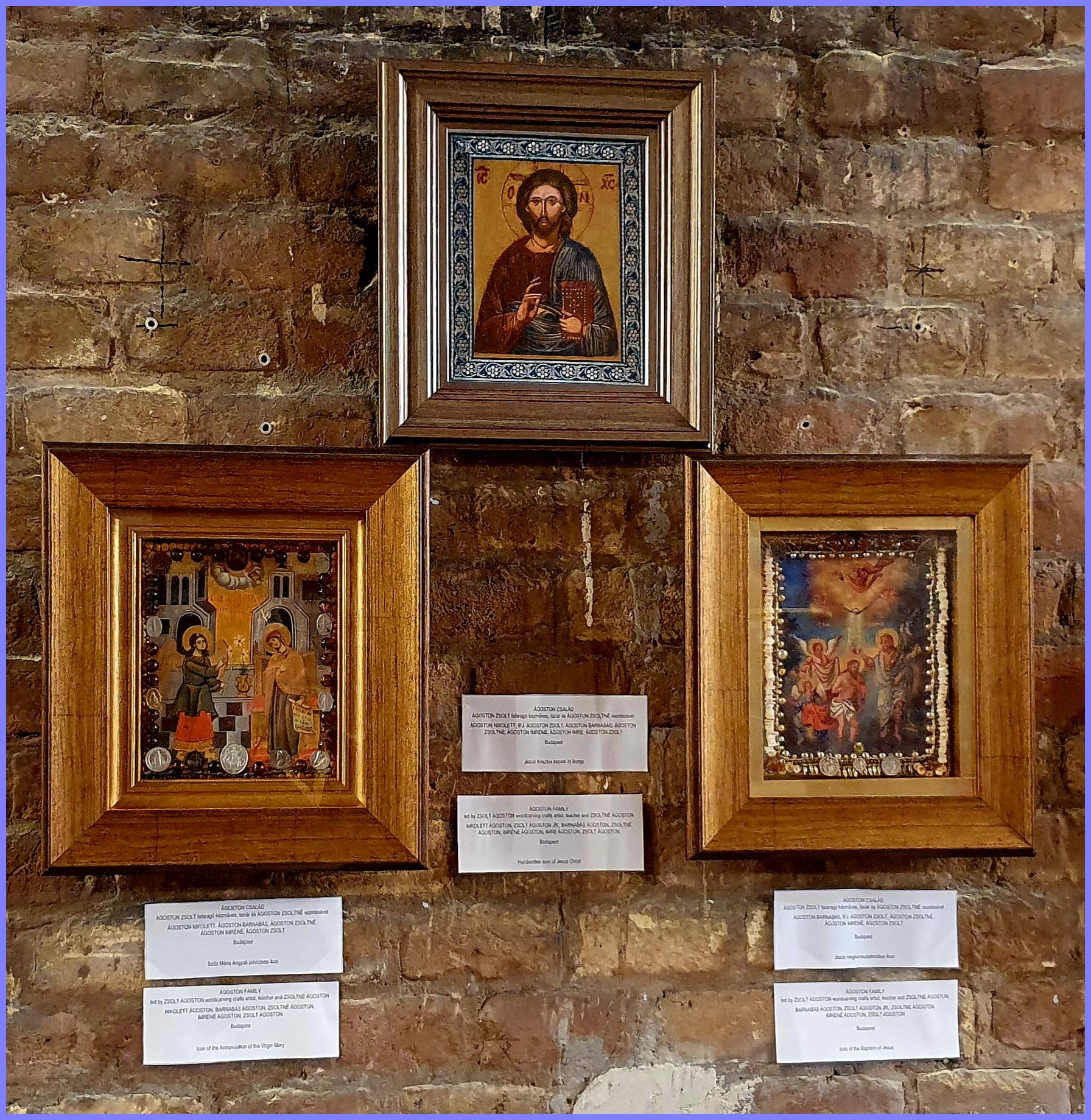
Ágoston család ikonosztázok 2023. évből
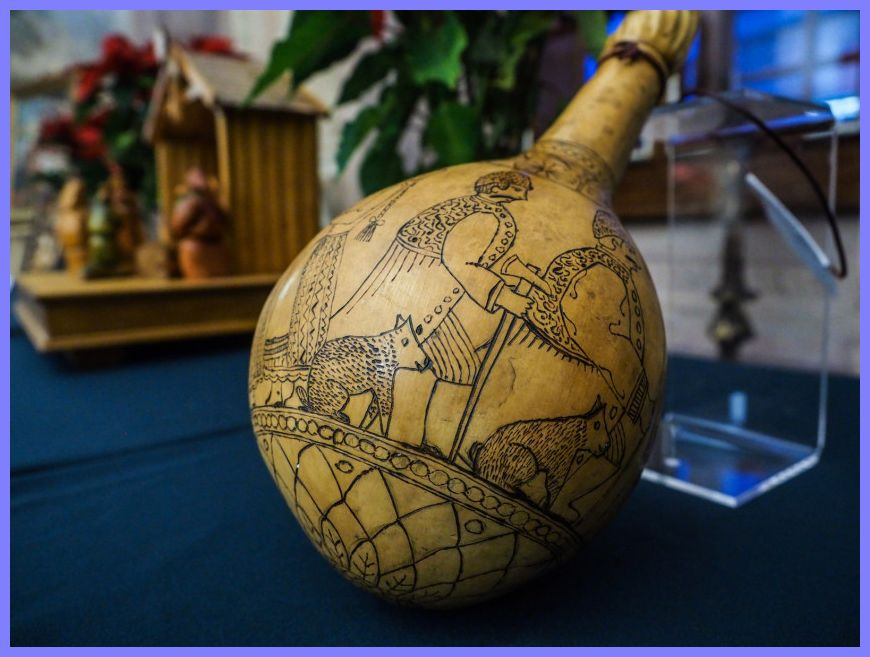
Ágoston család karcolozott kabaktök 2017. évből
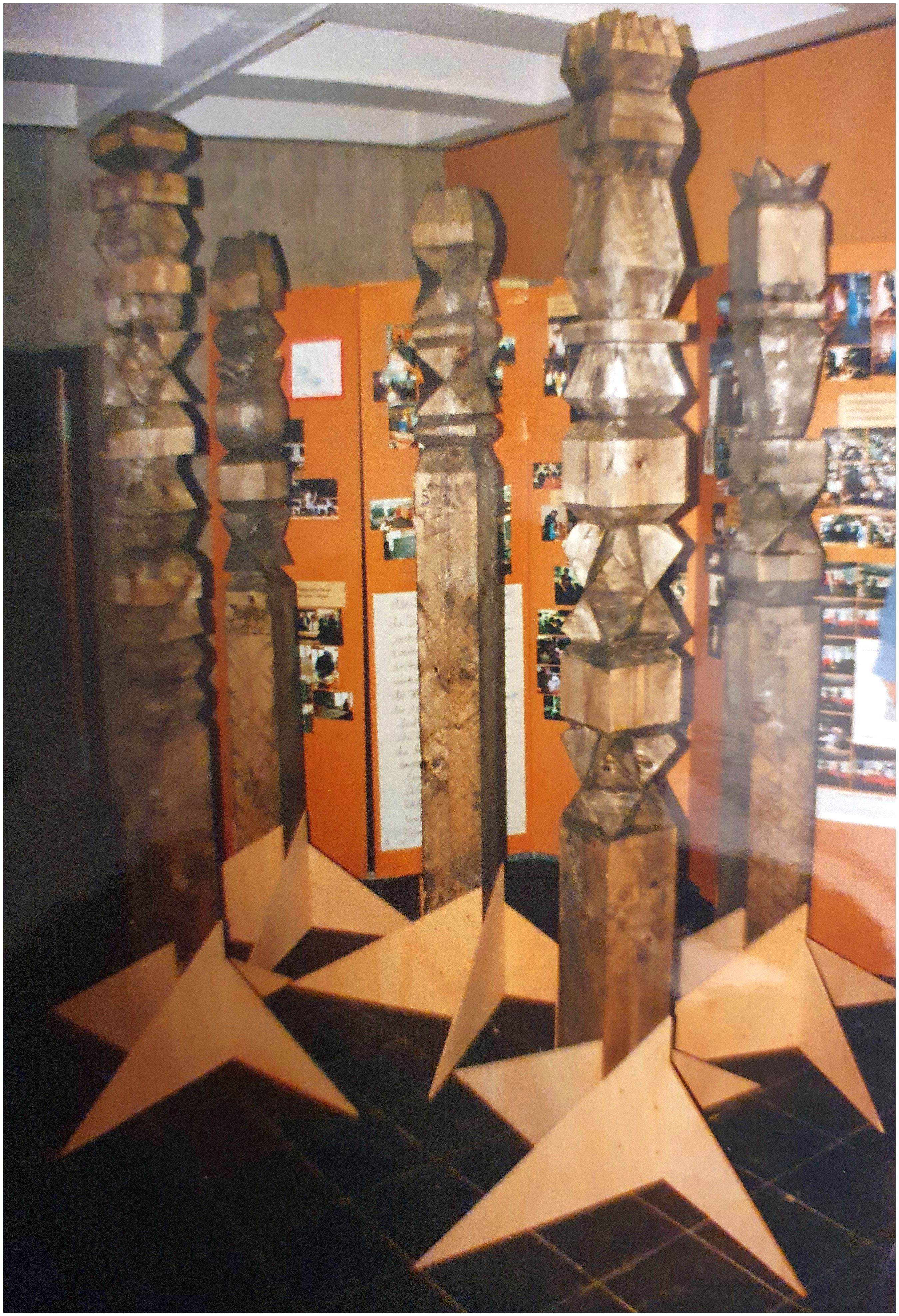
Ágoston Zsolt tanár vezetésével, faragott kopjafák – Berufbildung Schule Technik, Koblenz – Piarista Szakiskola és Szakgimnázium, Kollégium, Göd 2000. évből
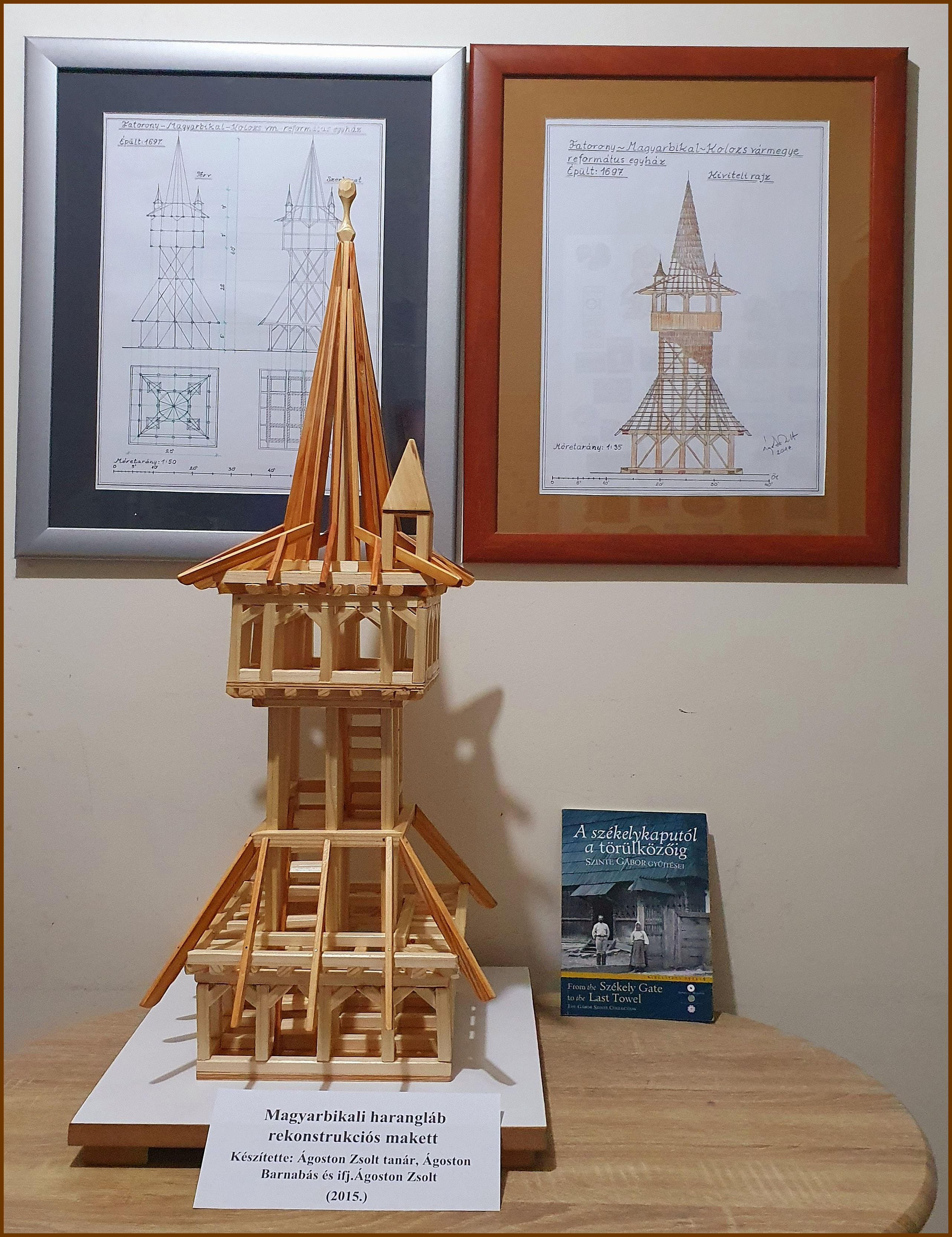
Ágoston Zsolt: Magyarbikali harangláb rekonstrukciós makettjének első tanulmánya, tervrajzokkal kiállítva 2015. évből
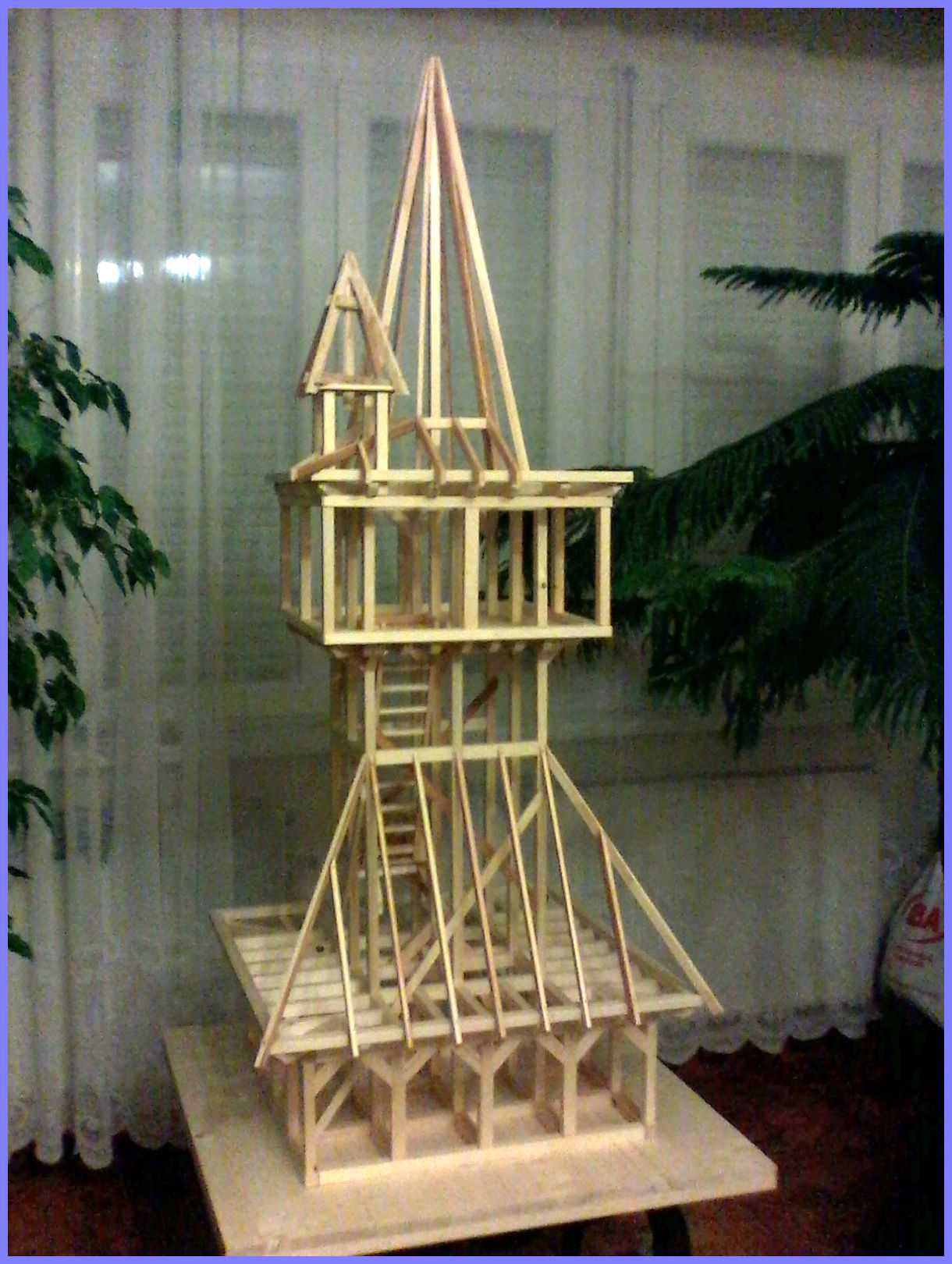
Ágoston Zsolt és fiai: Magyarbikali harangláb makett, jelenleg a Néprajzi Múzeum tulajdona 2015. évből (korábban kiállítva: Magyar Néprajzi Múzeum – Szinte Gábor kiállítás; Sepsiszentgyörgy, Székely Nemzeti Múzeum; Székelyudvarhely, Haáz Rezső Múzeum 2015.-2017.között)
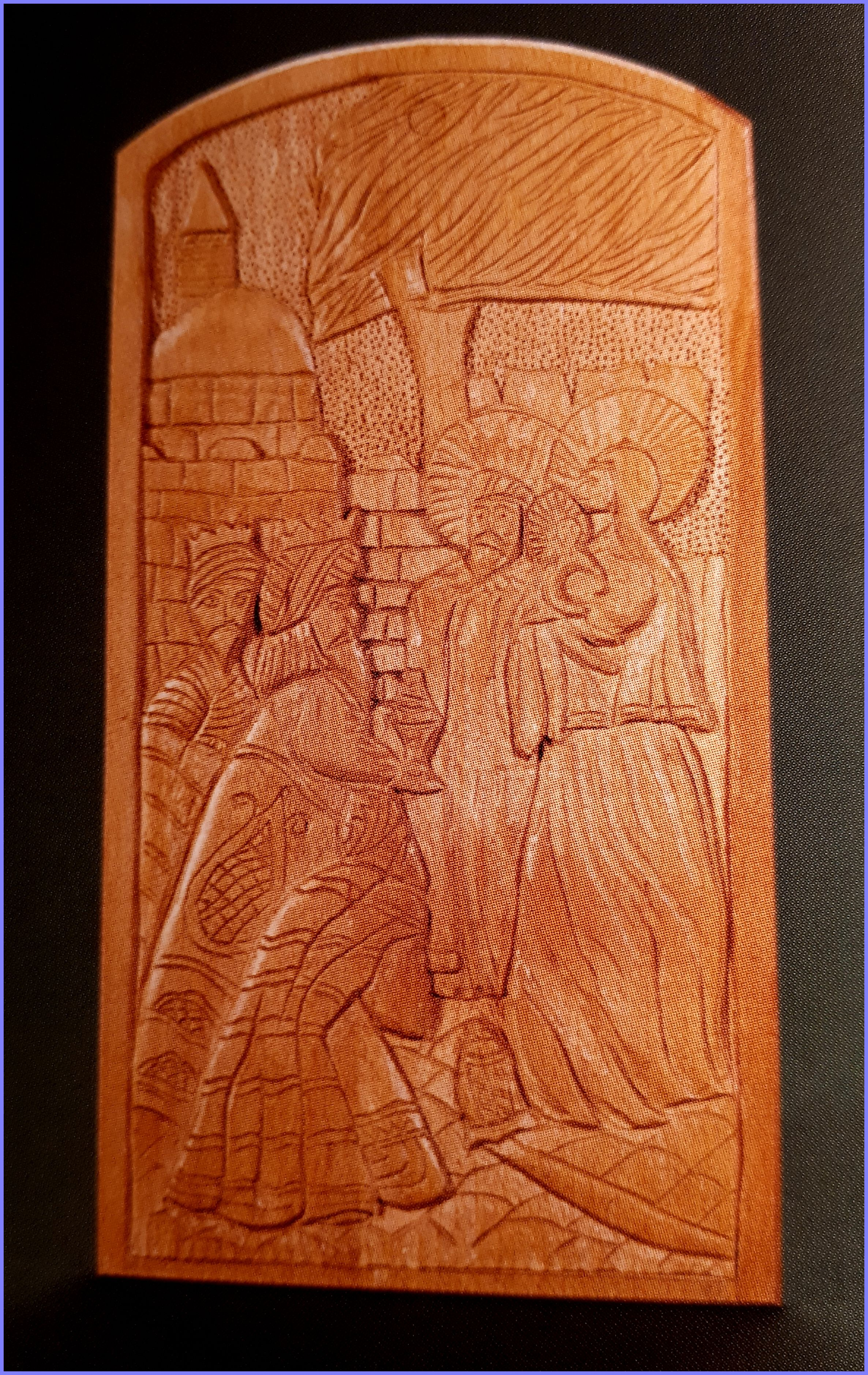
Ágoston Zsolt és fiai: Megszületett a Megváltó Jézus Betlehemben c. faragott falikép 2017. évből
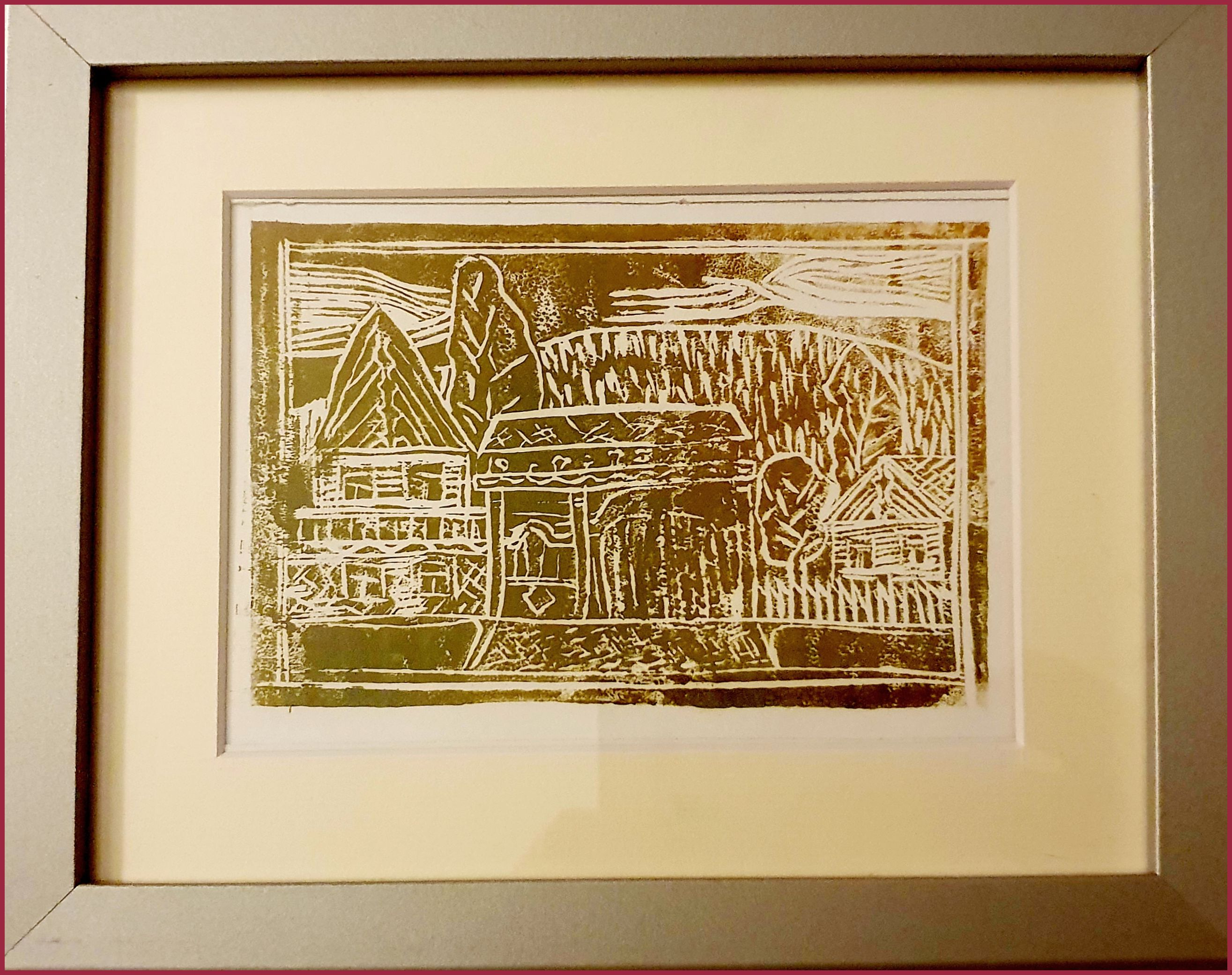
Ágoston Zsolt és fiai: Székelykapu c. fametszet paszpaturozva, keretezve 2013. évből
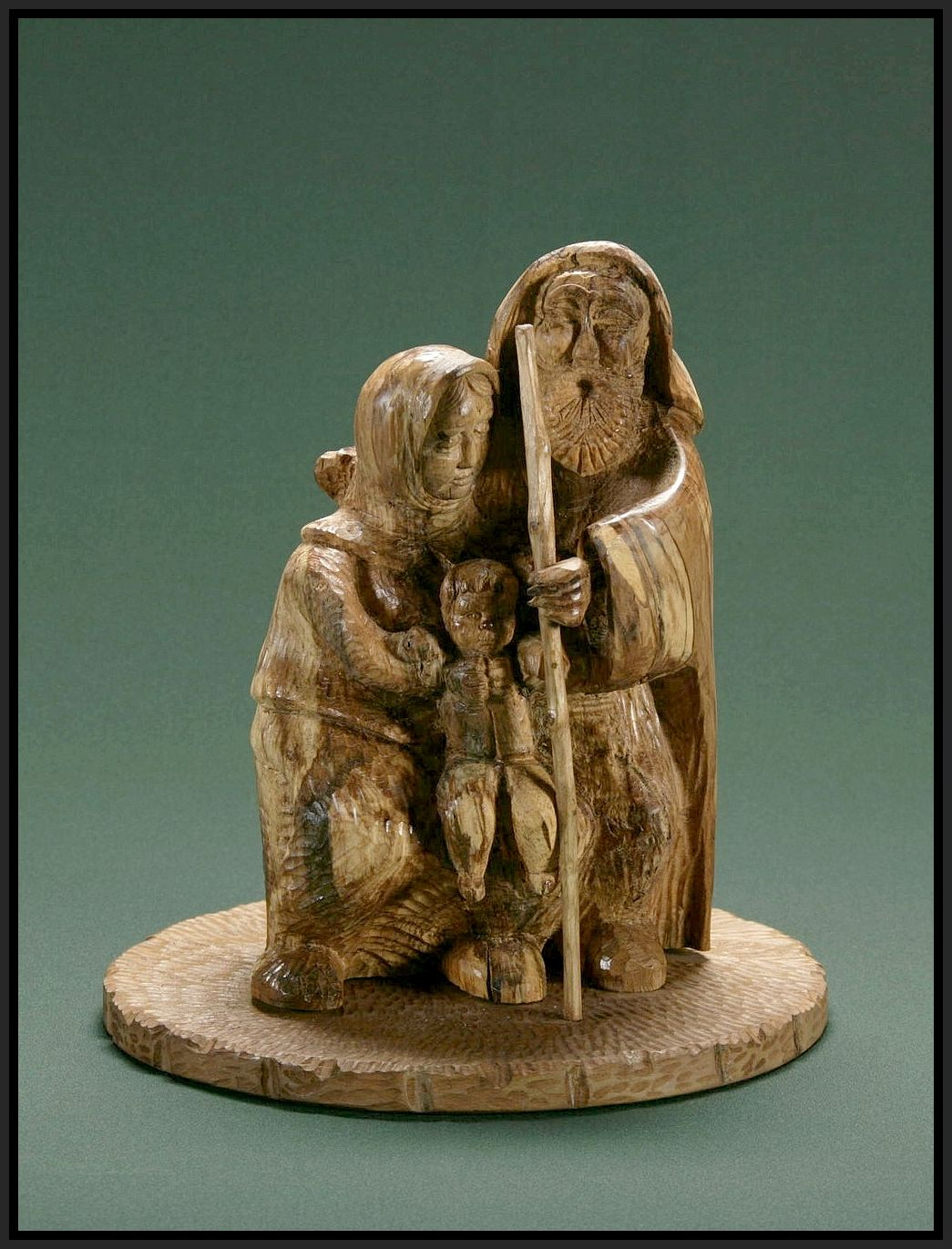
Ágoston Zsolt: Szent család ábrázolása, fafaragás; Opál levelű juhar rönkből faragva 2016. - Vatikán: 100 Jászol Nemzetközi Betlehemi kiállításon kiállítva volt – ezzel kapta meg Magyarország a „Betlehemi Jászol Nagyhatalom” címet
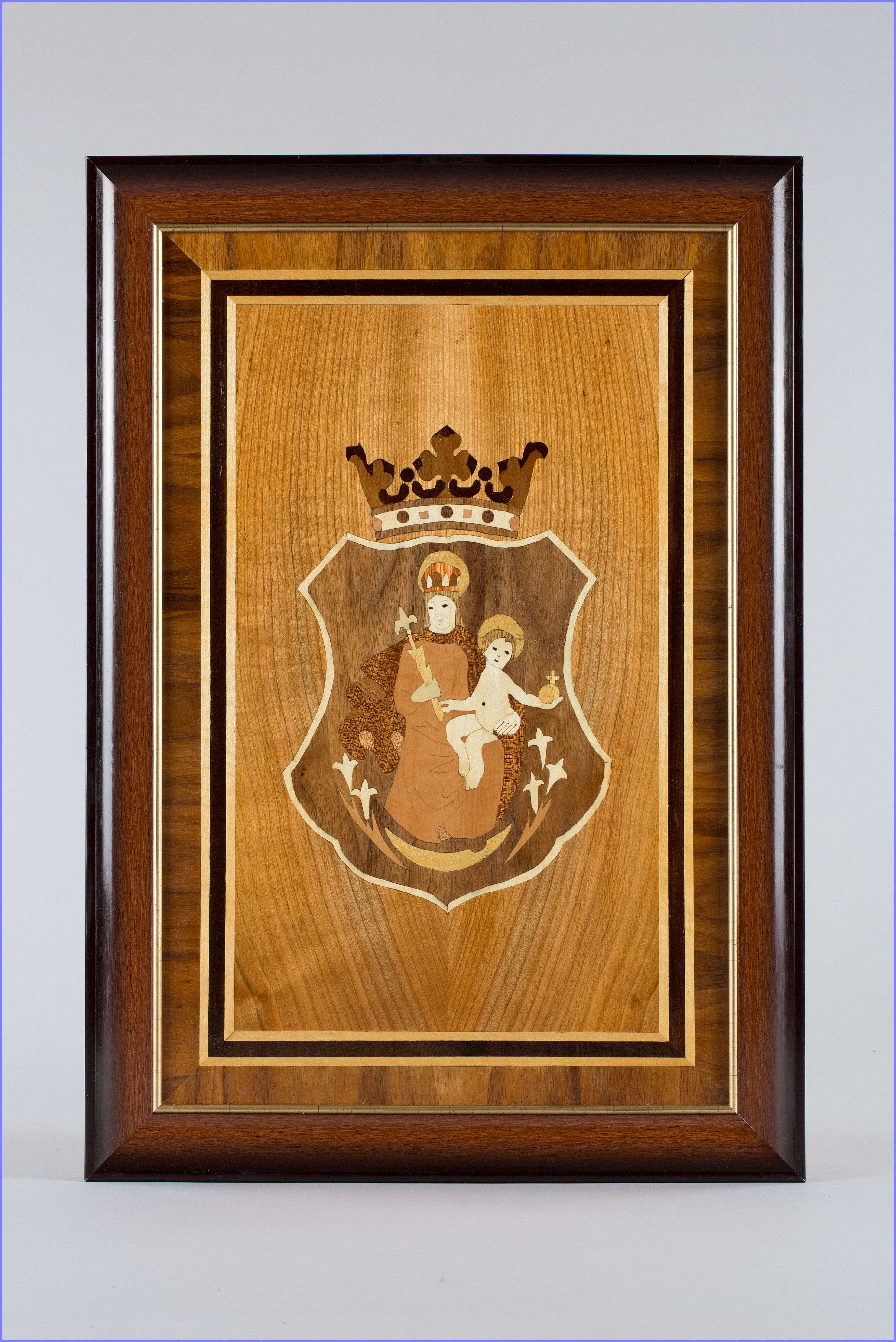
intarzia kép: cseresznye-, kertidió-, amerikaidió-, jávor-, mahagóni- színfurnérból németvágással készült, keretezve
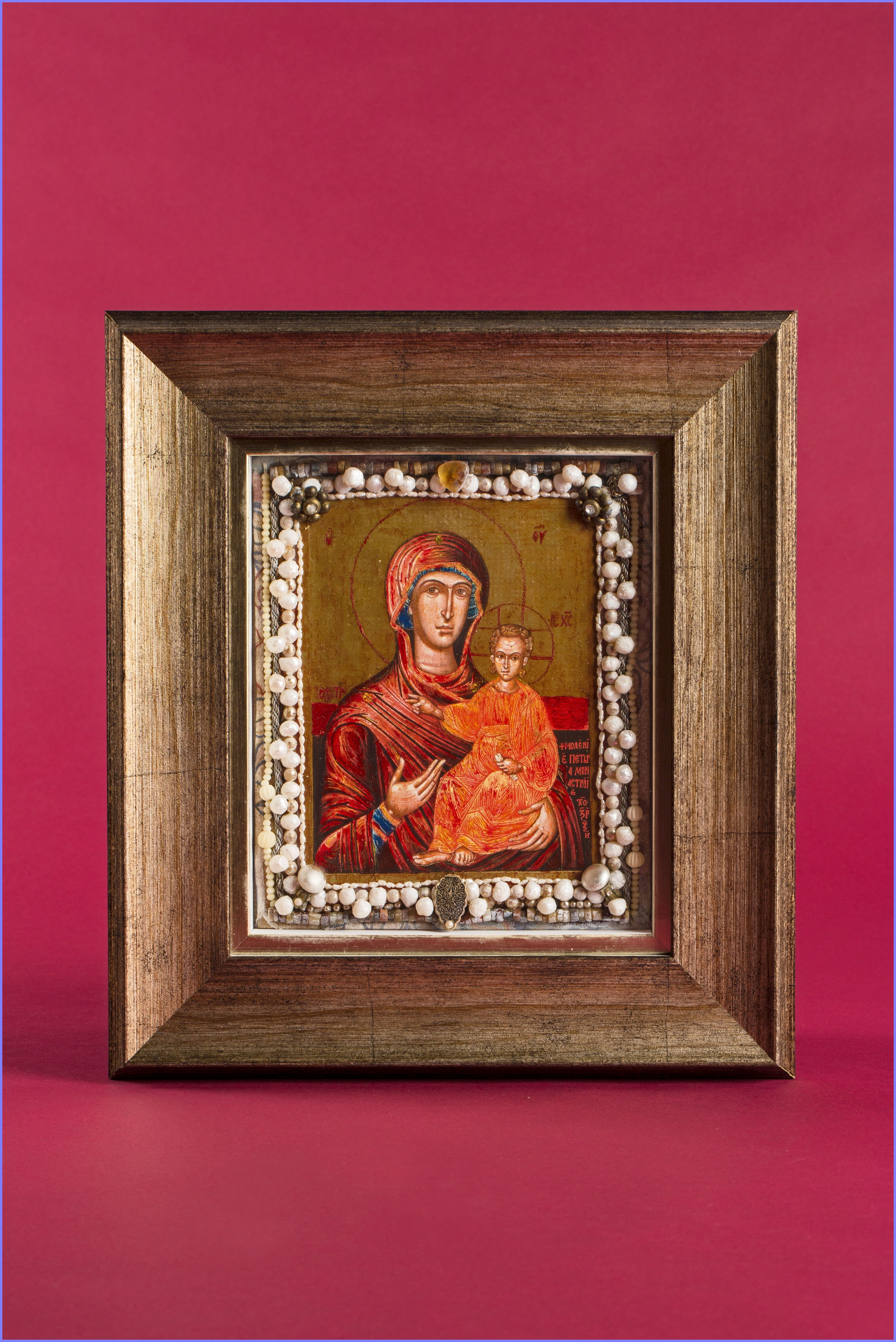
Ágoston család: Hodigitria ikonosztáz 2022. évből
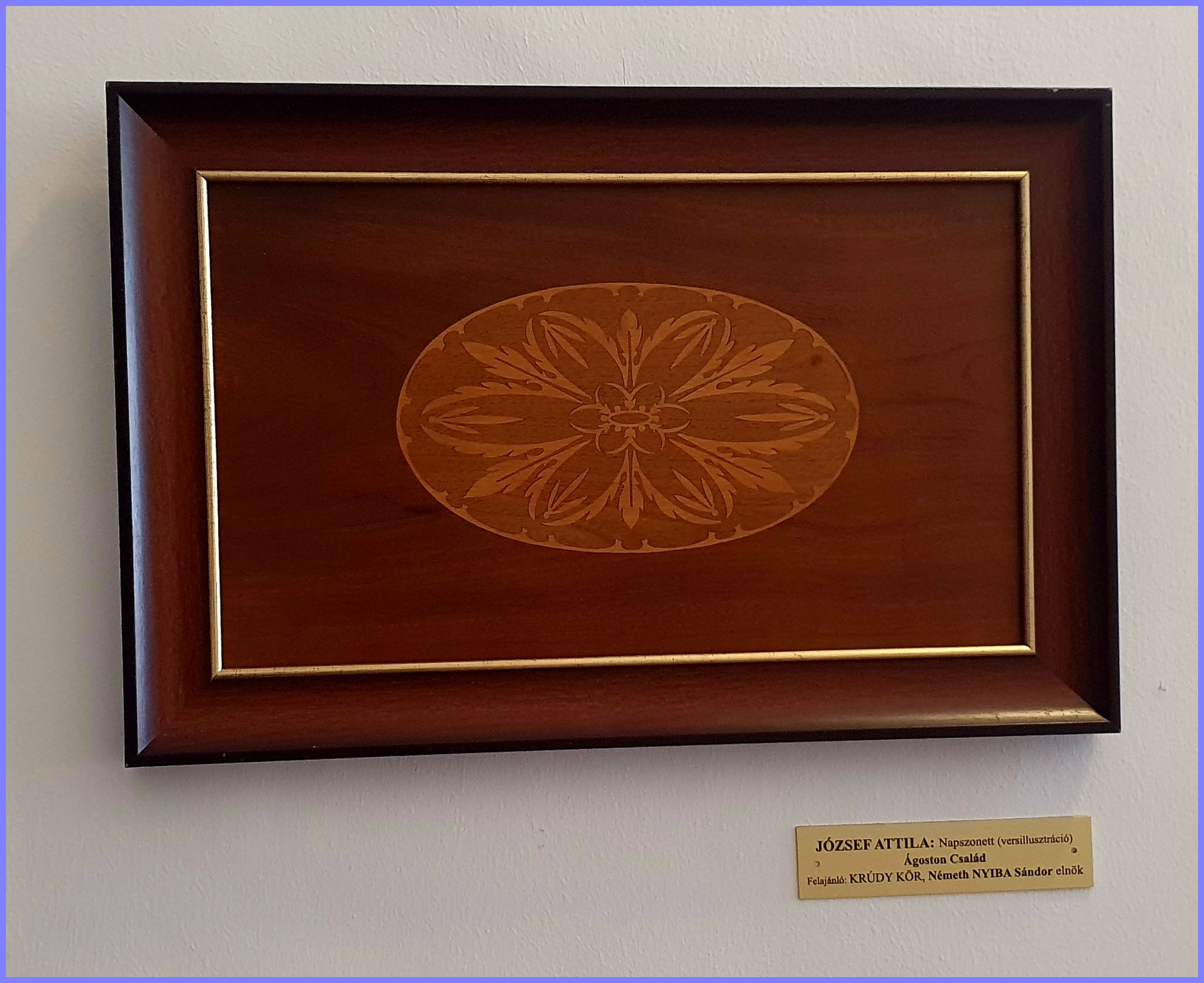
József Attila: Napszonett c. versének illusztrációja – mahagóni-, jávor-, tölgy- intarziakép, németvágással, keretezetten 2024. évből

## Kiállítások (válogatott)

### Egyéni elismert és díjazott kiállítások (válogatott)
- 2007. XIII. Betlehemi Jászol kiállítás (Budapest)
- 2008. V. Népi Faszobrász kiállítás (Kecskemét)
- 2008. Hubay Galéria – Bernecebaráti Nemzetközi képzőművészeti tábor alkotásaiból megrendezett emlékkiállítás (Budapest XV. ker.)
- 2008. XIV. Betlehemi Jászol kiállítás (Budapest)
- 2009. Hubay Galéria
- Bernecebaráti Nemzetközi képzőművészeti tábor alkotásaiból megrendezett emlékkiállítás (Budatest XV. ker.)
- 2011. Magyar Kézművesség – 2011. „A négy évszak kézműves szemmel” c. kiállítás (Budapest)
- 2011. XVII. Betlehemi Jászol kiállítás (Budapest)
- 2012. Magyar Kézművesség 2012.”A víz világa kézműves szemmel” c. kiállítás (Budapest)
- 2013. 38. „100. Presepi in Vaticano 2013.” (Róma)
- 2016. „Hommage’ a Malonyai Dezső kiállítás (Budapest)
- 2017. Emlékkiállítás – „Nagyszalonta Arany János Napok” (Nagyszalonta)
- 2018. XXIV. Betlehemi Jászol kiállítás (Budapest)
- 2019. 44. „100. Presepi in Vaticano 2019.” (Róma)
- 2020. XXVI. Betlehemi Jászol kiállítás (Budapest)
- 2022. XXVIII. Betlehemi Jászol kiállítás (Budapest, Szent István bazilika)
- 2023. A Független Magyar Szalon Képzőművészeti Egyesület XXXI. Országos és Nemzetközi kiállítása (Budapest)

### Csoportos elismert és díjazott kiállítások (válogatott)
- 2000. Berufbildende Shule Technik, Ausstellung (Koblenz)
- 2006. „Menjünk mi is Betlehembe” kiállítás (Budapest)
- 2009. XVI. Betlehemi Jászol kiállítás (Budapest)
- 2010. Betlehemi Jászol kiállítás (Budapest)
- 2013. Magyar Kézművesség 2013. „Szent István és kora kézműves szemmel” kiállítás (Budapest)
- 2013. XX. Betlehemi Jászol kiállítás (Budapest)
- 2014. „VI. Reformkori nap Pesterzsébeten” kiállítás (Budapest XX. ker.)
- 2014. 39. „100. Presepi in Vaticano 2013.” (Ágoston család – Róma)
- 2015. Magyar Néprajzi Múzeum – „A székelykaputól a törölközőig” c. kiállítás (Budapest)
- 2015. XVII. Betlehemi Jászol kiállítás (Budapest)
- 2017. Székely Nemzeti Múzeum – kiállítás (Sepsiszentgyörgy)
- 2017. Betlehemi Jászol kiállítás, SZALEZIÁNUM (Veszprém)
- 2018. Magyar Kézművesség – 2018. „Mátyás király és kora – kézműves szemmel”, kiállítás (Budapest)
- 2018. Betlehemi Jászol kiállítás, SZALEZIÁNUM (Veszprém)
- 2018. 43. „100. Presepi in Vaticano 2018.” (Ágoston család – Róma)
- 2019. Magyar Kézművesség – 2018.”II. Rákóczi Ferenc és kora – kézműves szemmel” kiállítás (Budapest)
- 2019. Betlehemi Jászol kiállítás, SZALEZIÁNUM (Veszprém) – Magyar Kézművesség – 2020. „A Magyar sport sikerei – kézműves szemmel” kiállítás (Budapest)
- 2021. Magyar Kézművesség – 2021. „A virág a művészetben – kézműves szemmel” kiállítás (Budapest)
- 2021. Galéria 13’ Soroksár – Ágoston Zsolt és családja, Betlehemi Jászol kiállítás (Budapest XXIII. ker.)
- 2022. Magyar Kézművesség – 2022,"A magyar szentek és egyházművészet" – kézműves szemmel" kiállítás (Budapest)
- 2023. Corvin Művészkör "Őszi tárlat" c. kiállítás (Budapest)
- 2023. Magyar Kézművesség – 2023, "A magyar bor és kapcsolata a költészettel, zenével – kézműves szemmel" kiállítás (Budapest)
- 2023. Országos Betlehemi Jászol kiállítás (Budapest, Szent István Bazilika Lovagterme)
- 2023. Józsa Galéria – Betlehemi Jászol kiállítás (Budapest, V. ker.)

## Alkotásai (válogatás)

### Köztéren
- 2000. Faragott kopjafák (Berufbildende Schule Technik, Koblenz)
- 2001. Faragott kopjafa (Piarista Szakképző Iskola és Kollégium, Göd)
- 2023. Petőfi Sándor: Egy estém otthon (versillusztráció, linometszet; Kiskunfélegyháza Polgármesteri Hivatal)
- 2023. József Attila: Napszonett (versillusztráció, intarziakép; Kiskunfélegyháza, Polgármesteri Hivatal)
- 2023. Babits Mihály portré (grafika; Mersevát, közintézmény)

### Gyűjteményekben
- 2017. Magyarbikali harangláb rekonstrukciós makett (Magyar Néprajzi Múzeum)
- 2021. Soroksári Nagyboldogasszony templom (grafika, tollrajz; Galéria 13' Soroksár)

## Díjak, elismerések
- Európa-díjas (2000.); „Népművészet Palotai Mestere” (2009.; 2010.; 2011.;2012.; 2013.;2015.; 2017.)
- A Magyar Kézművességért Alapítvány díjazottja (2012.; 2018.; 2019.)
- Ciszterci Rend díjazottja (2013.)
- Népművészeti Egyesületek Szövetsége díjas (2006.), Magyar Naiv Művészetek Múzeuma – díjazott (2008.), Magyar Néprajzi Múzeum – díjazott (2017.), IPOSZ és AMKA díjas(2019.)
- Krúdy Gyula Legenda-díjas képzőművész (2023.)
- Krúdy Gyula Örökség-díjas képzőművész (2024.)
- Új Evangelizáció Pápai Tanács által elismert és díjazott (2019.)
- „100 Jászol” Nemzetközi Kiállítás, Vatikán – díjazottja (2012; 2013.; 2014.; 2018.; 2019.)
- Krúdy Gyula arany-emlékérem (2025.)

## Tanulmányutak
- 2000. Koblenz, Németország – Berufsbildende Schule Technik Koblenz
- 2002. Koblenz, Németország – Berufsbildende Schule Technik Koblenz
- 2003. Prága, Csehország – Odborná škola
- 2004. Calw Holzbronn, Németország – HOMAG Treff 2004 in Holzbronn
- 2005. London; New Castle, Egyesült Királyság – Regional Integrated Vocational Training Center
- 2013. Válaszút(Erdély), Románia – Kallós Zoltán Alapítvány

## Társasági tagságok
- A Magyar Kézművességért Alapítvány kuratóriumának rendes tagja, alapítvány képviselője
- A Független Magyar Szalon Képzőművészeti Egyesület rendes tagja
- Krúdy Gyula Irodalmi Társaság rendes tagja
- Élhető Világ Irodalmi Kör rendes tagja
- Corvin Művészkör rendes tagja
- Magyar Természettudományi Társulat rendes tagja
- Bolyai János Matematikai Társulat rendes tagja
- Piarista Öregdiákszövetség tagja
- Magyar Pedagógiai Társaság rendes tagja

## Közéleti tevékenység
- 2010-2020. Klébl Márton Közalapítvány Soroksár Közoktatásáért, Közművelődéséért és Művészeti Oktatásáért Alapítvány elnöke
- 2018.-tól A Magyar Kézművességért Alapítvány képviselője

## Tv-riport, rádió-riport
- Ágoston Zsolt: betlehemi Jászol készítés (RTL Klub Mokka c. reggeli riportműsorfelvétel 2009.12.22.In: riportműsorvezető – Szujó Zoltán)
- Ágoston Zsolt és családja – kiállításmegnyitó a soroksári Galéria 13'-ban (Soroksár-Tv felvétele 2021.11.25.In: felvételt készítette: Szén János)
- Ágoston Zsolt tanár, iparművész (Civil Rádió, Szinpadkép c. műsor – In: Józsa Ágnes: Riport; 2023.03.04. 19:00 óra)

## Nemzetközi katalógusok
- Alto Patronato del Presidente della Republica Italiana – Conferenza Episcopale Italiana – Pontificium Consilium de Cultura (2012.) 37 Esposizione Internationale "100 Presepi" In: Ungheria -Ambasciata Santa Sede – Zsolt Ágoston: Betlehemme
- Alto Patronato del Presidente della Republica Italiana – Conferenza Episcopale Italiana – Pontificium Consilium de Cultura (2013.) 38 Esposizione Internationale "100 Presepi" In: Ungheria -Ambasciata Santa Sede – Famiglia Ágoston: Legno di pina, ceramica piete 30.o.
- Alto Patronato del Presidente della Republica Italiana – Conferenza Episcopale Italiana – Pontificium Consilium de Cultura (2014.) 39 Esposizione Internationale "100 Presepi" In: Ungheria -Ambasciata Santa Sede – Famiglia Ágoston: 'E nato Gesu il Redentore in Betlehemme 34.o.